# Gé Korsten

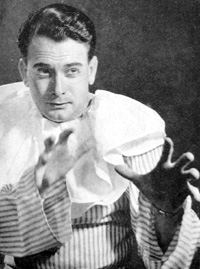
Gé Korsten, 1956

Gérard Korsten, bekannt als Gé Korsten (* 6. Dezember 1927 in Rotterdam, Niederlande; † 29. September 1999 in Wilderness, Südafrika) war ein südafrikanischer Tenorsänger und Schauspieler.
Korsten wurde in Rotterdam geboren und war das jüngste von acht Kindern. Im Alter von neun Jahren emigrierte er mit seiner Familie nach Südafrika. Er heiratete Elna Burger und hatte fünf Kinder, darunter der renommierte Dirigent und Violinist Gérard Korsten.

## Karriere
Anfänglich arbeitete Korsten als Elektriker. Im Alter von 20 Jahren begann er, in Chören zu singen. Seinen ersten Gesangsunterricht erhielt er 1952 von Adelheid Armhold am South African College of Music.
Im Jahr 1955 zog er nach Pretoria, wo er einer der Gründungsmitglieder von Die Pretoriase Operagroep war. 1956 debütierte er als Canio in Ruggero Leoncavallos Pagliacci.
Korsten gewann 1962 ein Stipendium für ein Studium in Wien, wo er von Judith Hellwig Unterricht bekam. In dieser Zeit hatte er die Möglichkeit, in Wien und in München aufzutreten, jedoch sang er aus familiären Gründen niemals außerhalb Südafrikas professionell. Erst im Jahr 1970 verkaufte Korsten sein Geschäft, um sich gänzlich dem Singen zu widmen. Im Verlaufe seiner Opernkarriere stand er mehr als 3000 Mal auf der Bühne, wobei er 23 Rollen in den meisten großen Opern spielte.
Im Jahre 1965 begann Korsten seine Karriere in der Unterhaltungsmusik. Sein Debütalbum hieß Gé Korsten sing uit die hart (deutsch: Gé Korsten singt aus dem Herzen). Schon bald wurden seine Platten Bestseller. In seiner 40-jährigen Karriere veröffentlichte er 58 Alben, wobei neun davon Gold-Status erreichten. Der größte Anteil seiner Aufnahmen ist Unterhaltungsmusik auf Afrikaans, so auch das Lied „Liefling“ (deutsch: Liebling), das immer noch bei Rugby-Spielen in Bloemfontein und Pretoria gespielt wird. Er sang auch ausländische Volkslieder wie das deutsche Marschlied Erika in seiner Heimatsprache, welches im Film Kruger Miljoene gespielt wird.
Korstens Popularität als Sänger brachte ihm auch Hauptrollen in Filmen ein, zum Beispiel Hoor my lied (deutsch: Hör mein Lied), Lied in my hart (deutsch: Lied in meinem Herzen) und A New Life (deutsch: Ein neues Leben), wobei jeder Film Gesangsszenen mit Korsten enthält. Er erhielt sechs Sarie-Awards und im Jahre 1979 einen ARTES-Award für sein TV-Programm Gé sing (deutsch: Gé singt).
In seinem späteren Leben war Korsten bekannt für seine Rolle als Familienpatriarch Walt Vorster in der südafrikanischen Seifenoper Egoli: Place of Gold.
1985 wurde Korsten zum Geschäftsführer des Cape Performing Arts Board (CAPAB) in Kapstadt ernannt. Diesen Posten behielt er bis 1989.
Im Jahre 1999 beging Korsten Suizid.